# 加賀福岡駅
加賀福岡駅（かがふくおかえき）は、かつて石川県能美郡根上町福岡（現:能美市福岡町）に位置していた、北陸鉄道能美線の駅（廃駅）である。

## 歴史
- 1925年（大正14年）
  - 8月13日：能美電気鉄道の駅として開業。
  - 10月：貨物側線を新設[1]。
- 1938年（昭和13年）10月27日（届出）：線路を挟んで南側にあった貨物卸場と貨車専用ホーム[2]を駅舎と同じ北側に付け替え、木造擁壁だったホームをコンクリート擁壁に変更[1]。
- 1939年（昭和14年）8月1日：金沢電気軌道の駅となる。
- 1960年（昭和35年）5月19日：貨物側線を撤去。1面1線の駅に戻る[1]。無人駅化[2]。
- 1980年（昭和55年）9月14日：能美線廃止に伴い廃止。

## 駅構造
地上駅であり、晩年は1面1線のホームを有した無人駅であった。当駅には木造の簡易待合室があった。なお、ホームは線路より北側に位置していた。
なお、全盛期は駅員配置駅であり、織物業全盛期の当駅一帯は付近の機業場に通う工員の利用者で賑わった。

## 現状
駅舎と線路は撤去されたが、現在は駅跡を示す看板が設置されている。

## 隣の駅
北陸鉄道
能美線
中ノ庄駅 - 加賀福岡駅 - 新寺井駅